# 6547 Vasilkarazin
(6547) Vazilkarazin, denumire internațională (6547) Vasilkarazin, este un asteroid din centura principală de asteroizi.

## Descriere
6547 Vasilkarazin este un asteroid din centura principală de asteroizi. A fost descoperit pe 2 septembrie 1987 la Observatorul de Astrofizică din Crimeea de Liudmila Cernîh. Asteroidul prezintă o orbită caracterizată de o semiaxă mare de 2,54 ua, o excentricitate de 0,25 și o înclinație de 4,9° în raport cu ecliptica.